# Yo soy la Juani
Pour plus de détails, voir Fiche technique et Distribution.
Yo soy la Juani est un film du cinéaste espagnol Bigas Luna sorti en octobre 2006 produit par Manga film.

## Synopsis
Ce film retrace le parcours d’une femme espagnole explosive victime d'un petit macho.

## Fiche technique
- Titre : Yo soy la Juani
- Réalisation : Bigas Luna
- Scénario : Bigas Luna et Carmen Chaves Gastaldo
- Photographie : Albert Pascual
- Montage : Jaume Martí
- Société de production : Media Films, El Virgili Films, Televisión Española, Televisió de Catalunya et Canal+ España
- Pays :  Espagne
- Genre : Comédie dramatique
- Durée : 91 minutes
- Dates de sortie : 
  -  Espagne : 20 octobre 2006

## Distribution
- Verónica Echegui : Juani
- Laya Mart : Vane
- Dani Martín : Jonah
- Gorka Lasaosa : Nacho
- José Chaves : père de Juani
- Mercedes Hoyos : mère de Juani
- Marcos Campos : Marcos
- Manuel Santiago : Raúl
- Ferran Madico : producteur Olavarría

## Intentions
Dans un entretien dans El País, le réalisateur du film affirmait « vouloir peindre le glamour, la modernité et le potentiel des cités ».